# Тандеркрекер
Тандеркрекер (енгл. Thundercracker) је лик из популарне цртане серије Трансформерс, заснованој на популарној линији играчака које су произвели Такара и Хасбро.

## Генерација 1
Тандеркрекер је један од првих Десептикона који су дошли на Земљу. Његов алтернативни облик је . Тандеркрекерово појављивање у стриповима, као и профил играчке, га представља као врло занимљивог лика - он је заправо несигуран у циљеве Десептикона и често је обузет сумњама, а остаје на страни Десептикона само због страха од Мегатрона. Ипак, ови аспекти његове личности нису били значајни у анимираној серији, где је био споредан лик, типично делујући као силеција и не много интелигентно. Међутим, Тандеркрекерово појављивање у Fire on the Mountain, где је био спреман да допусти Скајфајеру да уништи ново оружје Десептикона, је најсличније његовој личности из стрипова и које су обожаваоци највише хвалили. Као и сви Десептиконски авиони, и Тандеркрекер има оружје које може користити и у облику авиона и у облику робота.
Играчка која је постала Тандеркрекер је првобитно издана као део јапанске Дајаклон серије. 1984. Хасбро га је издао у САД.

### Анимирана серија
Тандеркрекер је био међу Десептиконима који су пратили Мегатрона током путовања на ком су пратили Аутоботе до Земље. Након десептиконског упада на Арк, брод се срушио на Земљу, а сви Трансформерси који су били на броду су остали да леже непокретни наредних четири милиона година.
1984. вулканска ерупција је пробудила Арков рачунар, Телетран 1 и он је поправио све Трансформерсе. Телетран 1 је преобразио Тандеркрекера у облик ловца F-15 игл.
Тандеркрекер је учествовао у бици код Града Аутобота, где је задобио тешка оштећења. Избачен у свемир из Астротрејна током повратка на Киботрон, заједно са Мегатроном, Скајворпом, Кикбеком, Бомбшелом и Шрапнелом, Тандеркрекер је налетео на Јуникрона. Јуникрон га је преобразио у Скурџа, једног од нових Галватронових ратника.
Интересантно, Скурџ је касније показао обузетост аутоботским Матриксом вођства, који су неки обожаваоци теоретисали да има неке везе са Тандеркрекеровим неповерењем у циљеве Десептикона.

### Марвелови стрипови
У Марвеловој серији стрипова, Тандеркрекер је приказан као Старскримов поручник, или барем вишег чина него трећи Трагач Скајворп. Према проширеној биографији, Тандеркрекер је једини међу Десептиконима који има мало количину жаљења према људима које стално угрожава или убија. Не види сврху убијања људи само да би били убијени, као што раде његови саборци, иако је врло пажљив да не открије то. Без обзира на малу симпатију коју Тандеркрекер осећа према људима, његов осећај са само-очување и страх од онога шта ће Мегатрон урадити га спречавају да делује.

### Дримвејвови стрипови
Тандеркрекер је увек могао да лети, чак и пре него што се придружио Десептиконима. Тандеркрекер је постао члан елитних Трагача под командом Старскрима. Често је радио са Скајворпом, другом из Трагача.
Скајворп и Тандеркрекер су извели напад на град Алтихекс гду су убили Аутобота по имену Оверхол и поразили Гримлока, Капа, Вилџека, Ајронхајда, Скидса, Бамблбија и Трејлбрејкера. (Transformers: The War Within #1).
Старскрим, Скајворп и Тандеркрекер су напали град Протихекс према Мегатроновом наређењу, али је овај пут Гримлок покренуо успешан контранапад. Да није било Скајворпове могућности да се телепортује, Десептикони можда не би успели побећи. (Transformers: The War Within #3).
Тандеркрекер је био изабран да буде у посади Немезиса када је Мегатрон напао Арк, аутоботски брод. Десептикони су упали на Арк, а након тога брод се срушио на Земљу, а сви који су били на броду су остали да леже непокретни наредних четири милиона година.
1984. вулканска ерупција је пробудила Арков рачунар, Телетран 1 и он је поправио све Трансформерсе. Телетран 1 је преобразио Тандеркрекера у облик ловца .
На крају су уједињене снаге Аутобота на Земљи и њихових људских савезника успели да заробе Десептиконе. Брод Арк II је направљен да одведе Трансформерсе назад на Киботрон, заједно са пар људских савезника, али је брод експлодирао кратко након полетања. Људи су погинулим, а Трансформерси су се изгубили у океану, опет оставши да леже у стању мировања.
Након што је поново пробуђен, Тандеркрекер и остали Десептикони су се вратили на Киботрон са Шоквејвом.
Вративши се на Земљу под командом Старскрима, Скајворпа, Саундвејва и Тандеркрекера су заробили Аутоботи и затворили их у ћелији унутар Арка. Побегли су када је Арк напао Брутикус. (Transformers: Generation One III #1).

## Армада
У Армади, лик Тандеркрекера се није појавио у серији, барем не директно.
Пошто се играчка Тандеркрекера често продавала као другачије обојени Старскрим; међутим, колорна шема те играчке је искоришћена као унапређена верзија Старскрима, јер творци серије нису желели да користе другачије обојене играчке као посебне ликове. Да би потврдили да је лик Старскрима различит од играчке на коју личи, америчка верзија серије је додала реченицу у дијалог где Старскрим каже „да личи на Тандеркрекера“, имплицирајући на лика који се не појављује, а ког је Старскрим однекуд познавао. У Јапану, играчка је издана као надограђени Старскрим, да би се поклопило са причом серије.
Једино појављивање Тандеркрекера је било у флеш-бек сцени у стриповима Трансформерс: Енергон.

## Киботрон
Тандеркрекер је Десептикон који се највише одликује због своје љубави према борби. Оно што нема у вештинама, надокнађује својим борбеним духом.
Схвативши да Галватрон нема намеру да помогне својим слугама да избегну катастрогу због црне рупе, Тандеркрекер и преостали Десептикони су напустили свој савез са Галватроном. Тандеркерекер је помогао Аутоботима да спрече да се Планета џунгле судари са Киботроном.
Након Галватронове смрти, у покушају да остане активан, Тандеркрекер се удружује са Аутоботима узимајући учешће у грађевинским радовима на Земљи. Приморан је да се врати у редове Десептикона од стране Тандербласта, Дарк Крамплзонеа и Рансака, који су се сами прогласили за нову десептиконску армију.